# Sas van Gent

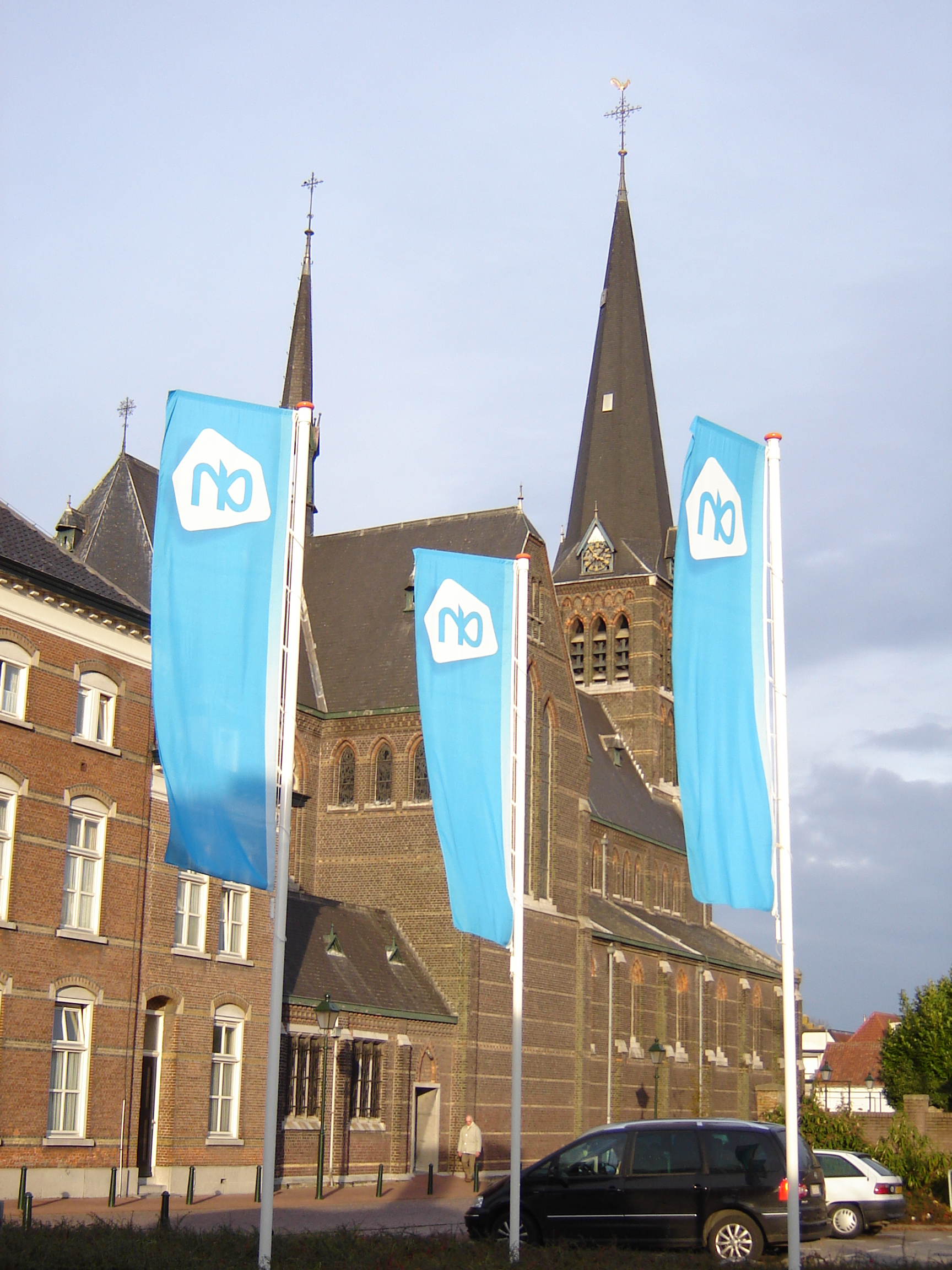
Kościół Wniebowzięcia NMP

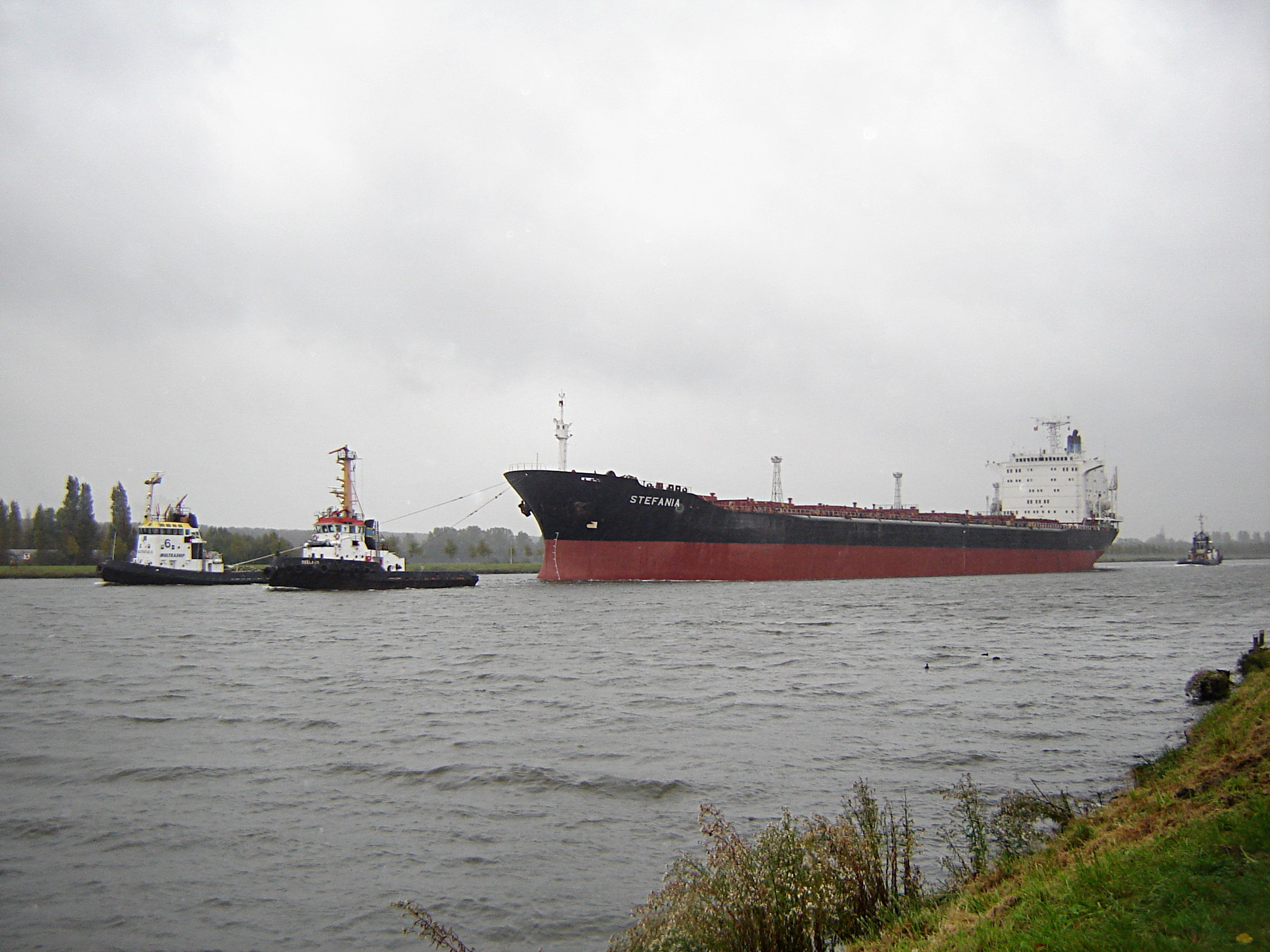
Kanał Ghent-Terneuzen w Sas van Gent

Sas van Gent – miasto w Holandii, w gminie Terneuzen (prowincja Zelandia), położone ok. 145 km na południowy zachód od Amsterdamu. Populacja: 3.854 (2001).
Przez Sas van Gent przepływa kanał łączący belgijską Gandawę z miastem Terneuzen (hol. Kanaal van Gent naar Terneuzen).